# 無結婚紀錄證明書
無結婚記錄證明書，俗稱寡佬證（寡佬：粵語對單身男子的稱呼），是香港入境事務處發給擬在香港或外地申請結婚之申請人用，證明申請人目前單身。證明書需要十四天才辦妥。

## 外部連結
- 無結婚記錄證明書申請書 （页面存档备份，存于）